# カール・ミード
カール・ミード（Carl Joseph Meade、1950年11月16日 - ）は、アメリカ空軍大佐、アメリカ航空宇宙局(NASA)の宇宙飛行士である。

## 生い立ち
1950年11月16日にイリノイ州のシャヌート空軍基地内で生まれた。既婚で2人の息子がいる。木工、自家用飛行機の製作、ラケットボール、ジョギング、スキー等が趣味である。父のジョン・ミードはテキサス州ユニバーサル・シティに在住、母のエスター・ミードは既に死去している。
1968年にテキサス州ランドルフ空軍基地内のランドルフ高校を卒業した。1973年にテキサス大学で電気工学の学士号、1975年にカリフォルニア工科大学で電気工学の修士号を取得した。現在はノースロップ・グラマンでクルー・エクスプロレイション・ビークル開発の技術マネージャを務めている。

## 軍での経験
アメリカ空軍での勤務に入る前、ミードはカリフォルニア工科大学のヒューズフェロー、ヒューズ・エアクラフトの電子設計技術者であった。アメリカ空軍に入隊するとテキサス州のラフリン空軍基地に配属され、航空教育・訓練軍団でのパイロット訓練を優秀な成績で終えた。1977年に、サウスカロライナ州ショー空軍基地の第363戦術偵察飛行隊に配属されてRF-4Cに乗った。その後、アメリカ空軍テストパイロット学校の80Bクラスに入り、卒業の際には成績優秀のLiethen-Tittle賞（首席）を受賞して、カリフォルニア州エドワーズ空軍基地の第6510試験航空団に配属された。ここで、ミードはF-5E、RF-5E及びF-20、またALCM及びGLCMの開発試験と評価に従事した。
彼はまた、F-4での高速走行、ブレーキ、艦載、離陸、着陸、飛行の質、兵器システム等の試験を行った。彼はその後、F-16合同試験部隊に配属され、F-16A及びF-16Cの積載、フラッター現象、飛行の質、兵器システム等の試験を行った。1985年には、F-4、A-7、A-37等の教官として、再びアメリカ空軍テストパイロット学校に戻った。27の異なる機体で、4,800時間以上の飛行経験を持つ。

## NASAでの経験
ミードは1985年6月にNASAに選ばれ、1986年7月に宇宙飛行士になった。
彼は、シャトル・アビオニクス統合施設での飛行ソフトウェアの確認試験や、ケネディ宇宙センターやヴァンデンバーグ発射施設での乗員脱出飛行試やオービタ地上脱出試験、打上げ支援の業務に従事した。
STS-38の前及びSTS-50の後には、マーシャル宇宙センターでの固体ロケットブースタープログラム及びスペースシャトルメインエンジンプログラムにおいて、宇宙飛行士室の代表を務めた。また、STS-50後の2年間は、宇宙船通信担当官やランデブー及びドッキングオペレーションの主任宇宙飛行士を務めた。
ミードは3度の宇宙飛行を経験し、合計712時間以上を宇宙で過ごした。1990年のSTS-38、1992年のSTS-50、1994年のSTS-64で、ミッションスペシャリストを務めた。
STS-38は、1990年11月15日の夜にフロリダ州のケネディ宇宙センターから打ち上げられた。5日間のミッションで、ミードはアメリカ国防総省のオペレーションを行った。地球を80周し、宇宙に117時間54分28秒滞在した。1985年以来のフロリダ州への着陸となり、1990年11月20日にケネディ宇宙センターに着陸した。
STS-50は、1992年6月25日にフロリダ州のケネディ宇宙センターから打ち上げられ、アメリカ合衆国微小重力実験室(USML)を運んだ。USMLは、流体物理学、燃焼科学、固体物理学、生物工学等の分野の基礎科学研究のためのスペースラブの一部である。またこの飛行は、コロンビアに新しく実装された軌道滞在期間延長機器の初めての活用となった。ミッションは331時間30分4秒続き、地球を221周して、1992年7月9日にケネディ宇宙センターに着陸して、スペースシャトル計画の歴史で最も長い飛行となった。
1994年9月9-20日に行われたSTS-64では、ミードは10年ぶりの宇宙遊泳を行った。その目的は、セルフレスキュー用推進装置の飛行試験であった。船外に6.9時間滞在し、そのうち3.6時間は推進装置を操作した。その他、初めてのレーザーを用いた環境研究、太陽科学衛星の放出と回収、姿勢制御スラスタの排気の特性研究等を行った。ミッション期間は、10日22時間51分だった。
ミードは1996年3月にNASAと軍を辞し、スカンクワークスでX-33の副プロジェクトマネージャとなった。